# Ctenophthalmus bureschi
Ctenophthalmus bureschi är en loppart som beskrevs av Rosicky 1959. Ctenophthalmus bureschi ingår i släktet Ctenophthalmus och familjen mullvadsloppor.

## Underarter
Arten delas in i följande underarter:
- C. b. bureschi
- C. b. anatolicus